# Georges Vivex
Georgius Leo „Georges” Vivex (ur. 1 listopada 1890 w Gandawie, zm. 20 stycznia 1953 tamże) – belgijski gimnastyk, medalista olimpijski.
W 1920 r. reprezentował barwy Belgii na letnich igrzyskach olimpijskich w Antwerpii, zdobywając srebrny medal w wieloboju drużynowym.